# Cyphochilus insulanus
Cyphochilus insulanus är en skalbaggsart som beskrevs av Moser 1918. Cyphochilus insulanus ingår i släktet Cyphochilus och familjen Melolonthidae. Inga underarter finns listade i Catalogue of Life.